# Золотарёв, Юрий Леонидович
Юрий Леонидович Золотарёв (4 июля 1924, Харьков — 1985) — советский писатель-сатирик, фельетонист. Член Союза писателей СССР. Во время Великой Отечественной войны служил в действующей армии.
Последнее его место работы — заведующий отделом фельетонов газеты «Труд», где его преемником после ухода из жизни стал фельетонист-трудовец Андрей Редькин, а затем — Олег Жадан из «Комсомольской правды». Главным редактором газеты тогда являлся Леонид Кравченко.
Созданной Юрием Золотарёвым в «Труде» страницей сатиры и юмора «ВВВ» («Ваш Весёлый Выходной») зачитывался буквально весь Советский Союз, так как тогда «Труд» ежедневно печатался тиражом свыше 20 миллионов экземпляров.
По натуре он был честный человек, правдоруб, при этом незлобивый, хотя и весьма эмоциональный. Фельетоны его были порой резковаты, но всегда отличались своим узнаваемым стилем, имели четкую направленность (так сказать, «сатирическую мишень»), читались легко.
У Юрия Золотарева в разных издательствах Москвы регулярно выходили сборники фельетонов и юмористических рассказов.